# Giardino Corsi Annalena

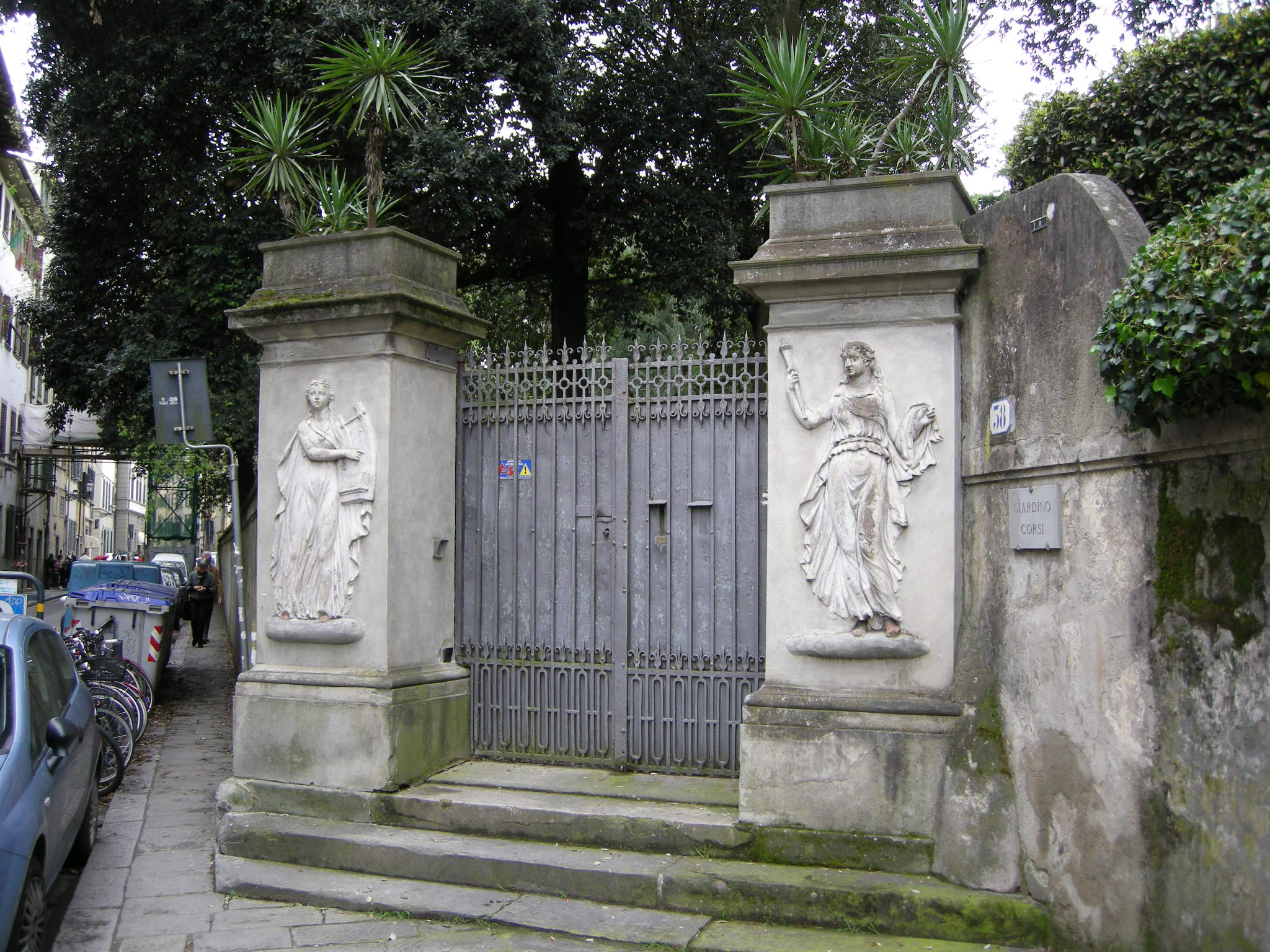
Ingresso in via Romana

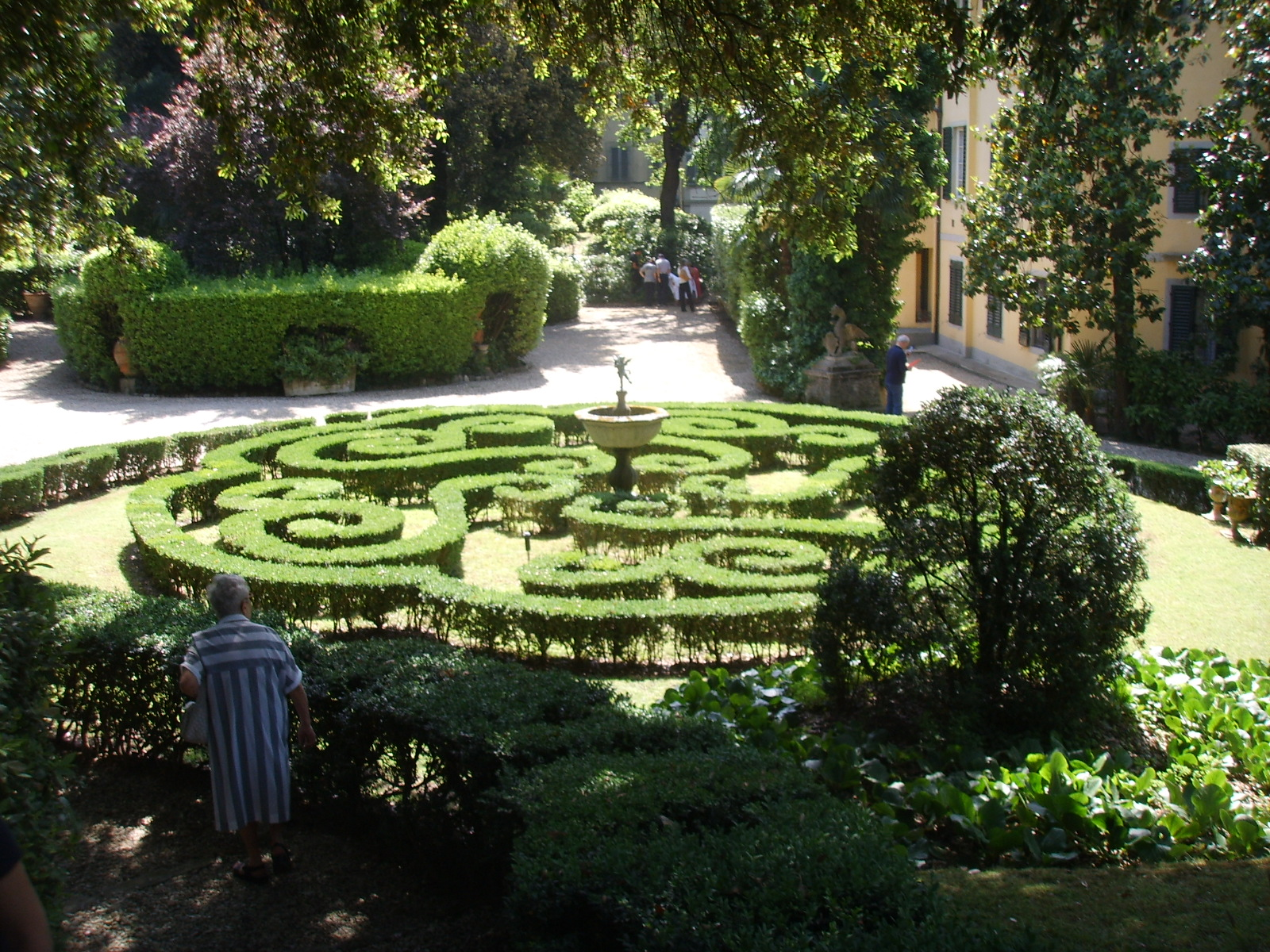
Il parterre geometrico

Il giardino Corsi o di Annalena è situato nel quartiere di Oltrarno a Firenze, tra via dei Serragli, via da' Mori e via Romana.

## Storia
Su questo terreno aveva trovato sede, intorno al 1441, il monastero di San Vincenzo fondato dalla contessa Anna Elena, figlia del conte Galeotto Malatesta. Attraversata dalle fortificazioni fatte costruire da Cosimo I durante la guerra contro i senesi, l'area fu nuovamente stravolta con la loro demolizione avvenuta nel 1571. 
Nell'anno 1791 il marchese Tommaso Corsi, acquistò questo mezzo ettaro di "terra ortiva" e su questo terreno, generalmente indicato come "orto dei Mori", incaricando l'architetto Giuseppe Manetti di realizzare, fra il 1801 e il 1810, quello che si può considerare il primo esempio di giardino romantico a Firenze.
In effetti il pregio del progetto di Manetti fu quello di sfruttare sapientemente il limitato spazio disponibile, di appena mezzo ettaro, creando sentieri sinuosi e lungo questi molteplici isole, in modo da dilatare i tempi occorrenti per spostarsi da una parte all'altra dello spazio verde, variando parallelamente il carattere dei luoghi e delle vedute, fino ad alcuni affacci panoramici sullo spazio esterno, comprendenti una terrazza su via de' Serragli accessibile tramite una rampa carrozzabile. Si tenga inoltre presente che, sfruttando la grande quantità di materiale che invadeva l'area, la zona fu rialzata rispetto alle strade circostanti, di modo che gli affacci consentissero, al tempo, vedute privilegiate gli altri spazi circostanti. 
Secondo questo programma la terrazza diventava un espediente per allargare la visuale da uno spazio limitato, verso un paesaggio interessante come quello della campagna toscana, che all'epoca era ancora visibile; ancora oggi si può ammirare tanto il giardino Torrigiani quanto le colline appena fuori le mura.

## Descrizione

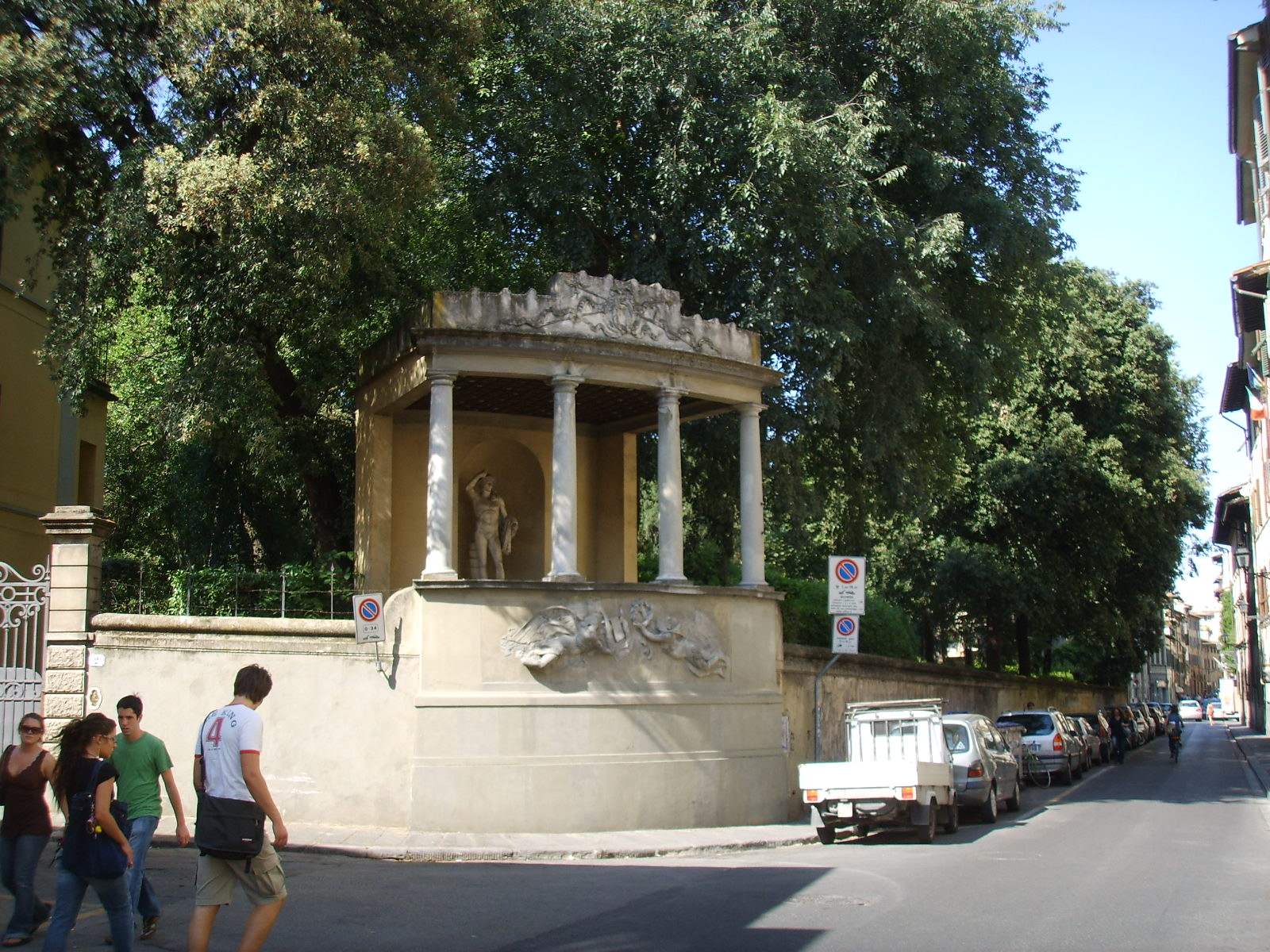
Il tempietto

Si accede al giardino da un portale neoclassico incorniciato da due bassorilievi di fanciulle danzanti in terracotta coperta di stucco (ma che mostra il suo colore originale su dettagli comei piedi), e che è antistante all'ingresso al giardino di Boboli (non a caso qui noto come ingresso di Annalena).
Gli arredi del giardino fortemente improntati sui canoni del neoclassicismo costituiscono un insieme unitario.
Un sentiero sinuoso che curva tra gli alberi porta a una statua in terracotta racchiusa in una nicchia con lentaggine, fino a una grande aiuola ellittica con aiuole geometriche in bosso; su un lato si dispone una serra, mentre al centro una fontanella ha una copia del Putto con delfino del Verrocchio. Più avanti si trova il grande parterre geometrico, con al centro un'altra fontanella.
Il manufatto più rappresentativo di tutto l'impianto, peraltro essenzialmente godibile dall'esterno, è il tempietto a loggetta, detto Tempio del Canto, posto sull'incrocio tra via da' Mori e via Romana, databile al 1810. Si presenta con un fronte leggermente curvo, posto a circa tre metri di altezza della strada, con una balaustra decorata con un bassorilievo (purtroppo oggi molto compromesso nonostante il consolidamento dell'esistente) raffigurante due geni, di cui uno tiene la lira e l'altro una corona d'alloro. Al di sopra sono quattro colonne tuscaniche che sostengono il cornicione e un frontone decorato con tirso e nastri svolazzanti. Sul retro, in una nicchia, è collocata una statua di Mercurio, protettore delle strade e dei viandanti, che favoriva simbolicamente la scelta della giusta via. 
Tra gli arredi risulta di grande interesse la panchina semicircolare in pietra serena collocata nella parte più alta del giardino lungo le mura medicee, addossata ad una esedra decorata a festoni in stucco con una decorazione riproposta anche sulla facciata della casa prospiciente il giardino.

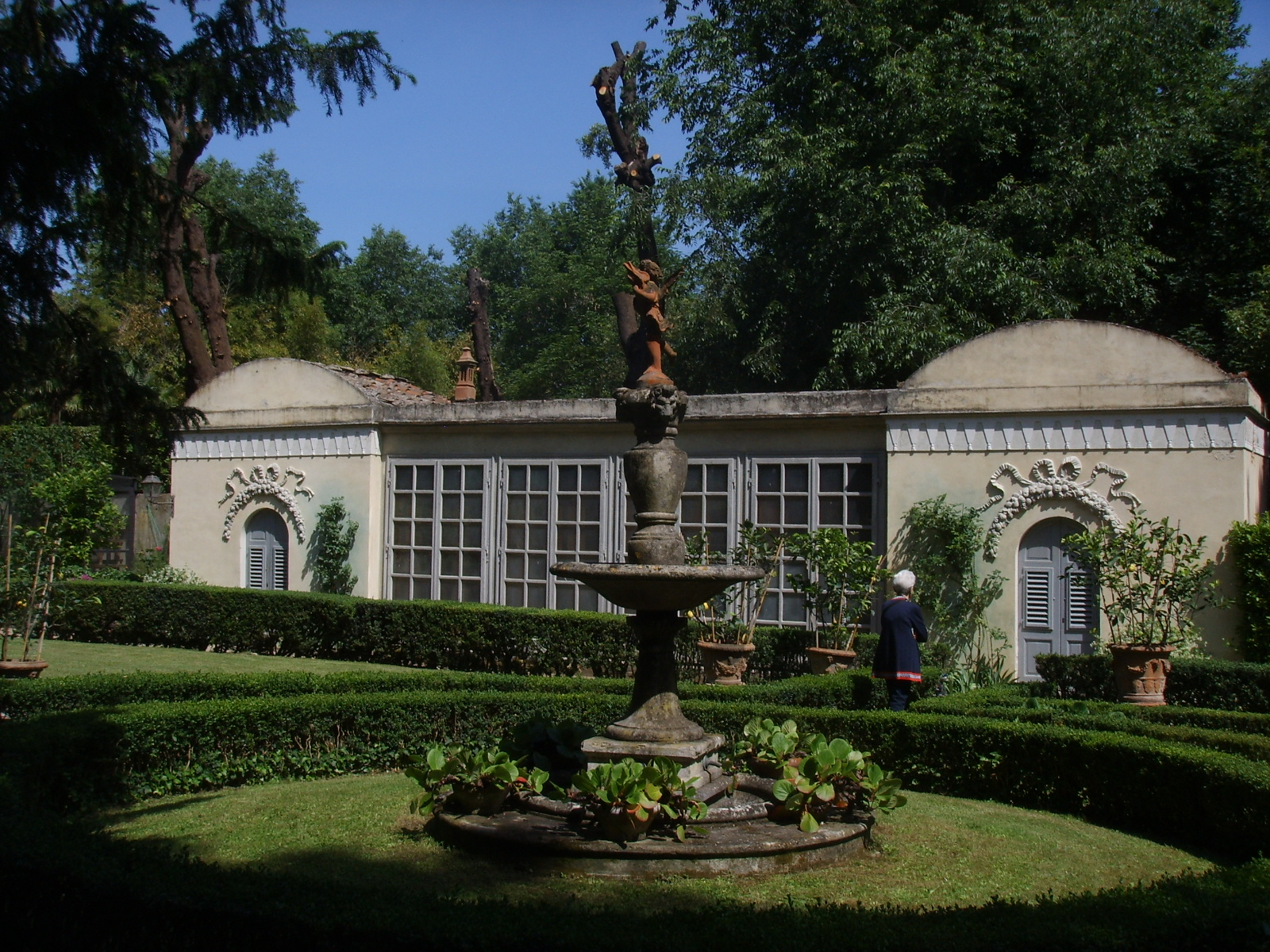
La serra

Numerose statue di figure mitologiche classiche adornano l'area verde, come quelle delle Muse, in terracotta, originariamente ricoperte in stucco lucidato a marmo (secondo una prassi ben attestata). Si riconoscono l'una dall'altra per gli oggetti che recano in mano come ad esempio una maschera comica per Talia, una cetra per Euterpe, una lira per Erato, un globo per Urania, secondo l'iconografia classica codificata. La bellezza dei panneggi riccamente decorati e dei volti adornati da complesse acconciature ricordano la statuaria ellenica.
Su via dei Serragli si sviluppa l'alto muro a retta che perimetra il giardino del casino Corsi. Vi si trovano un accesso secondario alla proprietà, segnato da una rotella con le iniziali intrecciate M e C, presumibilmente in relazione a un membro del casato Corsi, e vi sporge in alto un edificio con la lapide "All'Amicizia".

## Bibliografia

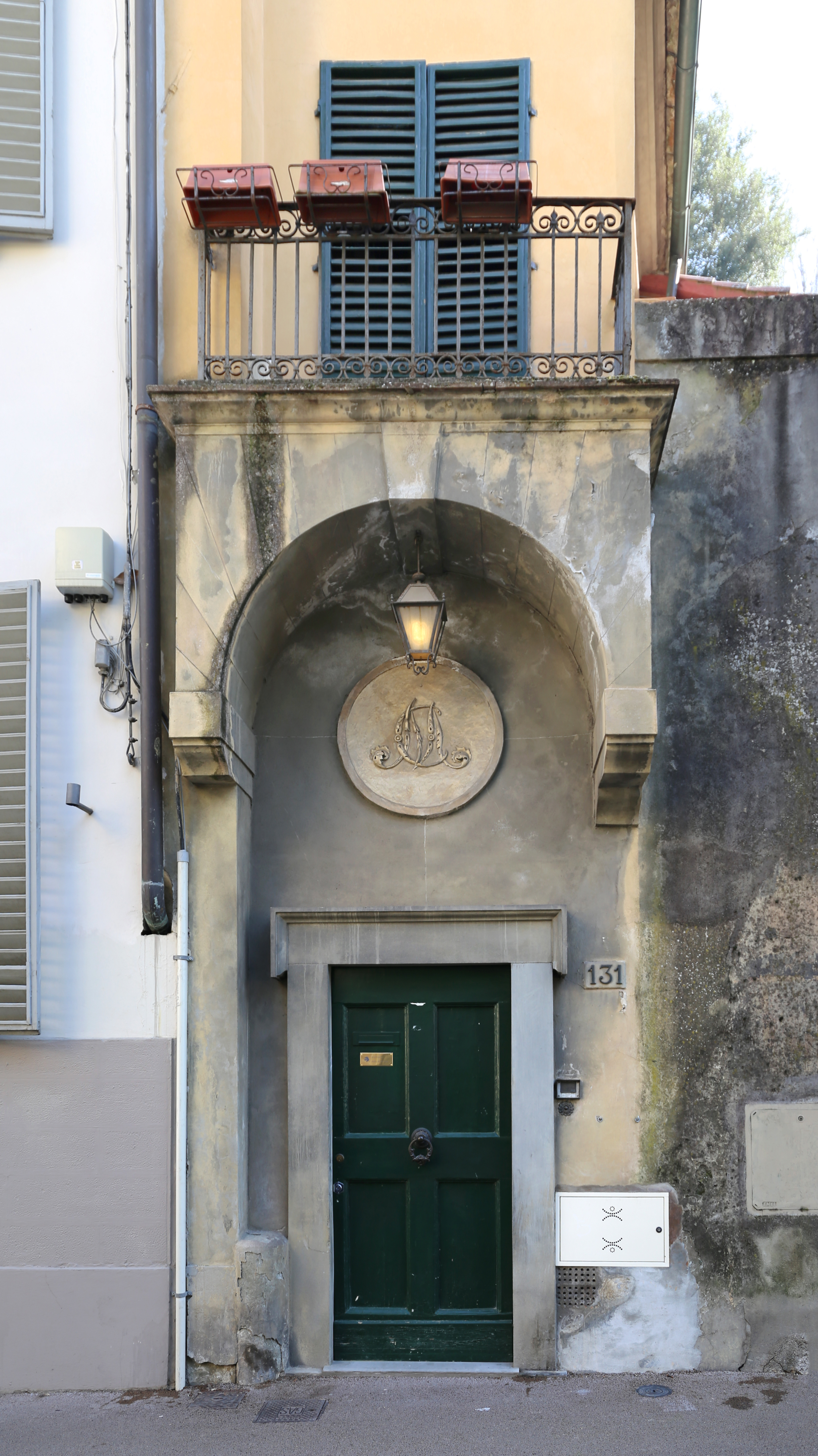
La porta su via dei Serragli